# 1722 у літературі

## Події
- Десятирічного Жана-Жака Руссо покинув його батько, Ісаак.

## Книги
- «Історія полковника Джека» — роман Данієля Дефо.
- «Молль Флендерс» — роман Данієля Дефо.

## Народились
- 24 лютого — Джон Бергойн, англійський військовий та політичний діяч, письменник.
- квітень — Джозеф Вортон, англійський поет і критик.
- 14 квітня — Крістофер Смарт, англійський поет.

## Померли
- 11 березня — Джон Толанд, ірландський філософ.
- 18 вересня — Андре Дасьє, французький філолог, перекладач.